# Lâu đài Velenje
Lâu đài Velenje (tiếng Slovene: Velenjski grad) là một lâu đài được bảo tồn tốt ở Velenje, Slovenia, thuộc sở hữu của gia đình Kunšperk, tiếp theo là họ hàng của họ Ptujs và gia đình Liechtenstein. Lâu đài hiện nay là một bảo tàng nghệ thuật và văn hóa.

## Lịch sử
Lâu đài được đề cập lần đầu tiên vào năm 1270. Từ thế kỷ 14, quyền sở hữu của lâu đài đã trải qua một số quý tộc. Lâu đài nhìn thấy trong hình dạng hiện tại đã được tân trang lại hoàn toàn vào đầu thế kỷ 16 bởi gia đình Wagen von Wagensberg và cả trong các thế kỷ tiếp theo. Vào thế kỷ 19, Karl và Bianca Adamovich sở hữu lâu đài. Sau Thế chiến II, lâu đài đã trở thành tài sản của chính phủ. Lâu đài một lần nữa được cải tạo lại sau năm 1957 và hiện tại nó cũng có một bảo tàng.

## Bảo tàng
Với vai trò là viện bảo tàng, lâu đài có một bộ sưu tập đa dạng trong nhiều phòng trưng bày như Nghệ thuật châu Phi, Nghệ thuật đương đại.> Thư viện Velenje tổ chức các lễ hội văn hóa và âm nhạc trong khuôn viên của lâu đài.